# 傑森·貝吉
傑森·丹尼恩·貝吉（英語：Jason Deneen Beghe，/bəˈɡeɪ/，1960年3月12日—），美國男演員。他在1988年的喬治·安德魯·羅梅羅電影《異魔》中主演一名四肢癱瘓者而獲得好評。其他作品如《塞尔玛与路易丝》（1991年）、《魔鬼女大兵》（1997年），以及電視劇《小城風雲》（1992年至1993年）、《飛越情海》（1994年）和《鴛夢難圓》（1998年）。自2014年起，他在NBC電視劇《芝加哥警署》中主演漢克·沃伊特而再度走紅。
貝吉是前山達基信徒。於1994年開始參加山達基教課程，後來出現在山達基教的廣告活動和宣傳影片中。他於2007年離開教會，並在離開後公開抨擊山達基教。

## 早期生活
傑森·貝吉出生於紐約市，有三名兄弟姐妹。曾祖父是律師查爾斯·S·丹尼恩。貝吉曾就讀私立男子预科学校學院學校。他在該學校與小约翰·肯尼迪和大衛·杜考夫尼成為好友；另一位同學是舞者克里斯多福·戴姆布瓦斯。肯尼迪和貝吉經常在大都會藝術博物館和中央公園共度時光，同時連同肯尼迪受到特勤局的監視。貝吉後來說服杜考夫尼一起從事表演工作。1982年從波莫納學院畢業。

## 外部連結
- 在AllMovie上傑森·貝吉的頁面（英文）
- 傑森·貝吉在互联网电影资料库（IMDb）上的資料（英文）
- Gorman, Tommy. . YouTube. 2008-05-10  [2021-07-18]. （原始内容存档于2021-07-18）.
- Bunker, Mark. . YouTube. 2008-06-04  [2021-07-18]. （原始内容存档于2021-08-05）.